# بيتي ثاتشر
بيتي ثاتشر (بالإنجليزية: Betty Thatcher)‏ (16 فبراير 1944 في المملكة المتحدة - 15 أغسطس 2011 في المملكة المتحدة)؛ مؤلِّفة وشاعِرة غنائية، كاتِبة وشاعرة بريطانية.

## روابط خارجية
- بيتي ثاتشر على موقع ميوزك برينز (الإنجليزية)
- بيتي ثاتشر على موقع ديسكوغز (الإنجليزية)